# Strojnogłowik oliwkowy
Strojnogłowik oliwkowy (Arremon castaneiceps) – gatunek małego ptaka z rodziny pasówek (Passerellidae). Opisany po raz pierwszy w 1860. Występuje miejscowo w Andach od Kolumbii po Peru. Jest gatunkiem bliskim zagrożenia.

## Systematyka
Gatunek ten po raz pierwszy zgodnie z zasadami nazewnictwa binominalnego opisał Philip Lutley Sclater, nadając mu nazwę Buarremon castaneiceps. Opis ukazał się w 1860 roku w „Proceedings of the Zoological Society of London”; jako miejsce typowe autor wskazał Rio Napo w Ekwadorze. Początkowo strojnogłowik oliwkowy zaliczany był do nieuznawanego już rodzaju Buarremon. Następnie od początku XX w. razem ze strojnogłowikiem wielkodziobym (Arremon crassirostris) gatunek został przeniesiony do rodzaju Lysurus. W 2007 roku w oparciu o badania filogenetyczne oba taksony przeniesiono do rodzaju Arremon.
Nie wyróżnia się podgatunków.

### Etymologia
- Arremon: gr. αρρημων arrhēmōn, αρρημονος arrhēmonos „cichy, bez mowy”, od negatywnego przedrostka α- a-; ῥημων rhēmōn, ῥημονος rhēmonos „mówca”, od ερω erō „będę mówić”, od λεγω legō „mówić”[11].
- castaneiceps: łac. castaneus – kasztanowy, łac. -ceps -głowy[12].

## Morfologia
Nieduży ptak ze średniej wielkości, dosyć długim dziobem, który w górnej części jest w kolorze od czarnego do ciemnoszarego, a w dolnej jasnoszary. Tęczówki od brązowych do ciemnobrązowych. Nogi ciemne, czarniawe. Brak dymorfizmu płciowego. Głowa ciemnoszara z kasztanową górną częścią, zwężającą się na karku. W okolicach dolnej szczęki pojedyncze białawe plamki. Gardło, podgardle i podbródek ciemnoszare. Pozostałe części ciała oliwkowe i oliwkowozielone. Na lotkach czarniawe cieniowania. Ogon oliwkowy, dosyć długi, lekko zaokrąglony z szerszymi niż u innych gatunków strojnogłowików sterówkami. Długość ciała z ogonem: 15–16,5 cm, długość ogona 66 mm, długość skrzydła 78,7 mm, masa ciała samce 36,9–39 g, samica 32–35 g.

## Zasięg występowania
Strojnogłowik oliwkowy występuje plamowo w Andach od zachodniej Kolumbii do południowego Peru, w przedziale wysokości 700–2200 m n.p.m. Jest gatunkiem osiadłym. Jego zasięg występowania według szacunków organizacji BirdLife International obejmuje 1,19 mln km².

## Ekologia
Głównym habitatem strojnogłowika oliwkowego jest runo leśne i podszyt gęstych wilgotnych tropikalnych lasów górskich, głównie w wąwozach i wzdłuż strumieni i rzek.
Informacje o diecie tego gatunku są bardzo skąpe. W żołądkach dorosłych osobników znaleziono szczątki owadów i żwirek. Występuje zazwyczaj pojedynczo lub w parach. Żeruje na ziemi lub w jej pobliżu. Długość pokolenia jest określana na 3,8 lat.

### Rozmnażanie
Sezon rozrodczy strojnogłowika oliwkowego w Ekwadorze trwa pomiędzy marcem a czerwcem, w południowym Peru od października. Gniazdo, dość nietypowo dla przedstawicieli rodzaju Arremon, nie jest w postaci otwartej filiżanki tylko w postaci kopuły z bocznym wejściem. Umieszczane jest na brzegach strumieni lub w roślinności w pobliżu płynącej wody; zbadane gniazda znajdowały się na wysokości 1,82 ± 0,6 m nad wodą w Peru, a w Ekwadorze na wysokości 2,1 ± 0,49 m nad strumieniem. Wymiary zewnętrzne tych ostatnich wynosiły: długość 148,5 ± 41,8 mm, szerokość 156,58 ± 40,7 mm i wysokość 179,54 ± 61,1 mm. Otwory wejściowe do gniazda mierzyły 54,7 ± 11,9 mm na 73,2 ± 10,5 mm. Długość od wejścia gniazda do przeciwległej ściany wynosiła 106,8 ± 15,0 mm, a wysokość od wejścia do podstawy kopuły 47,4 ± 18,3 mm. Zewnętrzna strona gniazda często pokryta jest mchem, wątrobowcami, paprociami, korzeniami lub winoroślą. Wnętrze wyłożone jest grubą na 1–2 cm warstwą korzonków, liści bambusa, liści Asplundia oraz świeżych liści paproci. Stwierdzono dwa przypadki występowania pod gniazdem strojnogłowika oliwkowego gniazd perłowca brunatnego (Premnoplex brunnescens). W lęgu zazwyczaj dwa jaja o kolorze od białego z niewielkimi czerwonobrązowymi plamkami, często skoncentrowanymi w obrębie większego końca, do czysto białego. Ważą 4,26 ± 0,42 g i mierzą 25,6 ± 1,1 mm na 18,7 ± 0,8 mm. Wysiadywane są przez oboje rodziców, z przerwami w ciągu dnia i przez cały okres nocy. Okres inkubacji co najmniej 14 dni. Pisklęta są karmione przez oboje rodziców, od wyklucia do pełnego wypierzenia 18–20 dni.

## Status
W Czerwonej księdze gatunków zagrożonych IUCN strojnogłowik oliwkowy jest klasyfikowany jako gatunek bliski zagrożenia (NT – Near Threatened). Liczebność populacji nie jest oszacowana, zaś jej trend jest uznawany za spadkowy ze względu na niszczenie siedlisk (wylesianie). Jest opisywany jako niepospolity i rozmieszczony plamowo.